# Anthony Ashley-Cooper (1er comte de Shaftesbury)
Pour les articles homonymes, voir Anthony Ashley-Cooper, Ashley et Cooper.
Anthony Ashley-Cooper (22 juillet 1621, Wimborne St Giles (Dorset) – 21 janvier 1683, Amsterdam) tient un rôle politique important pendant le Commonwealth et la Restauration. Il est l'un des fondateurs du parti Whig (en anglais : Whig Party) et est connu pour avoir employé le philosophe John Locke.
Rallié à Cromwell, il est membre du Conseil d'État (Council of State) mais démissionne en 1655 pour protester contre les tendances dictatoriales du régime. À la Restauration, il est Chancelier de l'Échiquier dans le gouvernement Clarendon, puis lord chancelier dans le « Ministère de la cabale ». Il tombe en disgrâce en 1673 et est emprisonné à la Tour de Londres de 1677 à 1678[réf. nécessaire]. Pour certains historiens il serait compromis dans le pseudo-complot papiste dénoncé par Titus Oates.
Soutenant le duc de Monmouth, il fut accusé de haute trahison et choisit de s'exiler aux Provinces-Unies en 1681.